# سهره ریز سرسفید
سهره ریز سرسفید یا مونیای سرسفید پرنده‌ای با نام علمی آن (Lonchura maja) است. نر و ماده از نظر ظاهری اختلافات مختصری با یکدیگر دارند و رنگ پرهای بالای سر پرنده نر از پرنده ماده سفیدتر است و مخصوصاً این حالت وقتی که پرنده به سن دو یا سه سالگی می‌رسد واضح تر و آشکارتر می‌گردد، اما در یک سالگی تشخیص جنسیت پرنده از این طریق تا حدودی دشوار است. در نرها رنگ شکلاتی سینه ادامه یافته و در ناحیه بال به رنگ بلوطی تغییر می‌کند. نرها همچنین از لحاظ آوازخوانی و رقص جفت‌گزینی شاخص و ممیز هستند. هر جفت از آن در هربار ۳ تا ۷ تخم گذاشته و مدت خوابیدن روی تخم‌ها ۱۳ روز است. جوجه‌ها معمولاً در طی ۲۱ روز بال و پر درآورده و رنگ بال و پر آنان سیاه تیره است. یک زیرگونه از این نژاد وجود دارد که منشأ آن کشور ویتنام است که نام علمی آن Lonchura maja vietnamensis است تشخیص نر و ماده آن بسیار دشوار است.